# 33296 Jennylarson
33296 Jennylarson este o planetă minoră (asteroid) din centura de asteroizi. A fost descoperită pe 27 mai 1998 la Stația Anderson Mesa de Lowell Observatory Near-Earth-Object Search. 
Obiectul prezintă o orbită caracterizată de o semiaxă mare de 2,9963909 UAi, o excentricitate de 0,16, o înclinație de 13,8362 ° în raport cu ecliptica.